# IEEE 802
IEEE 802 – grupa standardów IEEE stosowanych w  lokalnych sieciach komputerowych (LAN) oraz miejskich sieciach komputerowych (MAN) przesyłających dane w systemie pakietowym. Liczba 802 była pierwszą wolną liczbą, którą IEEE mogła przydzielić do określenia grupy standardów, ale czasami oznaczenie to kojarzone jest z datą pierwszego spotkania w sprawie ustalenia standardu – był to luty 1980 roku.
Usługi i protokoły wyszczególnione w IEEE 802 nawiązują do warstwy fizycznej i łącza danych modelu OSI. IEEE 802 dzieli warstwę łącza danych na dwie podwarstwy: LLC i adres MAC. Wygląda to tak:
- warstwa łącza danych
  - podwarstwa LLC
  - podwarstwa MAC
- warstwa fizyczna.

Standardy IEEE 802 są kierowane przez IEEE 802 LAN/MAN Standards Committee (LMSC).
Oto poszczególne grupy standardów:
- IEEE 802.1 higher layer LAN protocols
  - 802.1D protokół drzewa rozpinającego
  - 802.1Q wirtualna sieć lokalna
  - 802.1aq Shortest Path Bridging (SPB)
  - 802.1w RSTP Rapid Spanning Tree Protocol
- IEEE 802.2 Logical link control
- IEEE 802.3 Ethernet
  - 802.3ad LACP – Link Aggregation Control Protocol
- IEEE 802.4 Token bus (disbanded)
- IEEE 802.5 Token Ring
- IEEE 802.6 miejska sieć komputerowa (disbanded)
- IEEE 802.7 Broadband LAN using Coaxial Cable (disbanded)
- IEEE 802.8 Fiber Optic TAG (disbanded)
- IEEE 802.9 Integrated Services LAN (disbanded)
- IEEE 802.10 Interoperable LAN Security (disbanded)
- IEEE 802.11 bezprzewodowa sieć lokalna (Wi-Fi certification)
- IEEE 802.12 demand priority
- IEEE 802.13 Cat.6 – 10 Gb LAN (new founded)[potrzebny przypis]
- IEEE 802.14 Cable modems (disbanded)
- IEEE 802.15 Wireless PAN
  - IEEE 802.15.1 (Bluetooth certification)
  - IEEE 802.15.4 (ZigBee certification)
- IEEE 802.16 Broadband Wireless Access (WiMAX certification)
  - IEEE 802.16e (Mobile) Broadband Wireless Access
- IEEE 802.17 Resilient packet ring
- IEEE 802.18 Radio Regulatory TAG
- IEEE 802.19 Coexistence TAG
- IEEE 802.20 Mobile Broadband Wireless Access
- IEEE 802.21 Media Independent Handoff
- IEEE 802.22 Wireless Regional Area Network